# Gouvernement d'Arkhangelsk
Ne doit pas être confondu avec le gouvernement d'Arkhangelogorod (1708-1780).
1796–1929
Entités précédentes :
- Vice-royauté de Vologda

Entités suivantes :
- Krai du Nord

Le gouvernement d'Arkhangelsk (en russe : Архангельская губерния, Arkhangelskaïa goubernia) est une division administrative, un gouvernement, de l'Empire russe, qui a existé de 1796 à 1929. Son centre administratif était la ville d'Arkhangelsk.

## Histoire
Le 12 décembre 1796, le tsar Paul Ier transforma par décret impérial, la vice-royauté d'Arkhangelsk en gouvernement d'Arkhangelsk.
Après la révolution d'Octobre survenue en 1917, la guerre civile opposa les forces soviétiques aux armées blanches. Un oblast du Nord fut établi le 2 août 1918 après la chute du pouvoir des soviets du gouvernement d'Arkhangelsk par les troupes blanches et leurs alliés européens. Ce gouvernement antibolchévique dirigé par Nikolaï Tchaïkovski et par le gouverneur blanc Ievgueni Miller, fut renversé par la prise d'Arkhangelsk en février 1920 par les troupes bolcheviques.
Le 14 janvier 1929, le gouvernement d'Arkhangelsk fut dissous. Il fut réuni avec les provinces de Vologda et de Severodvinsk pour constituer le krai du Nord.
Le 23 septembre 1937, ce territoire fut partagé entre l'oblast d'Arkhangelsk et l'oblast de Vologda.